# Рэй, Билли
Уильям «Билли» Рэй (англ. William «Billy» Ray) — американский  кинорежиссёр и сценарист. Он начал писать сценарии для кино и телевидения в 1994 году с фильма «Цвет ночи». Был автором  множества сценариев к фильмам, включая «Вулкан» и «Война Харта». Кроме того, является одним из создателей и сценаристов научно-фантастического сериала «Земля 2».
Начиная с 2003 года, он начал снимать фильмы. Его первой работой стала картина «Афера Стивена Гласса», история о репортёре, который придумывает свои истории. Он был номинирован на премию CFC как самый многообещающий кинематографист и на премию «Независимый дух» за лучший сценарий к этому фильму. Фильм «Измена», к которому он написал сценарий и был режиссёром, рассказывает похожую историю о Роберте Ханссене, агенте ФБР, обвиняемом в шпионаже на Советский Союз и позже на Россию в течение более чем 20 лет, и Эрике О'Ниле, который был его ассистентом и помог добиться его падения.
Возможно, он наиболее известен по написанию сценария к блокбастеру 2012 года «Голодные игры» и по номинированному на премию «Оскар» сценарию к фильму «Капитан Филлипс».

## Работы сценариста
- Цвет ночи / Color of Night (1994)
- Земля 2 / Earth 2 (1994-1995)
- Стрелок / The Shooter (1995)
- Вулкан / Volcano (1997)
- Война Харта / Hart's War (2002)
- Афера Стивена Гласса / Shattered Glass (2003)
- Охотник на убийц / Suspect Zero (2004)
- Иллюзия полёта / Flightplan (2005)
- Измена / Breach (2007)
- Большая игра / State of Play (2009)
- Голодные игры / The Hunger Games (2012)
- Капитан Филлипс / Captain Phillips (2013)
- Тайна в их глазах / Secret in Their Eyes (2015)
- Последний магнат / The Last Tycoon (2016-2017)
- Гемини  / Gemini Man (2019)
- Дело Ричарда Джуэлла / Richard Jewell (2019)

## Работы режиссёра
- Афера Стивена Гласса / Shattered Glass (2003)
- Измена / Breach (2007)
- Тайна в их глазах / Secret in Their Eyes (2015)

## Награды и номинации
| Премия                         | Год  | Фильм/Сериал           | Категория                      | Результат |
| ------------------------------ | ---- | ---------------------- | ------------------------------ | --------- |
| «Оскар»                        | 2014 | «Капитан Филлипс»      | Лучший адаптированный сценарий | Номинация |
| BAFTA                          | 2014 | «Капитан Филлипс»      | Лучший адаптированный сценарий | Номинация |
| «Выбор критиков»               | 2014 | «Капитан Филлипс»      | Лучший адаптированный сценарий | Номинация |
| «Спутник»                      | 2004 | «Афера Стивена Гласса» | Лучший адаптированный сценарий | Номинация |
| «Спутник»                      | 2014 | «Капитан Филлипс»      | Лучший адаптированный сценарий | Номинация |
| «Независимый дух»              | 2004 | «Афера Стивена Гласса» | Лучший сценарий                | Номинация |
| Премия Гильдии сценаристов США | 2014 | «Капитан Филлипс»      | Лучший адаптированный сценарий | Победа    |